# Arena Garibaldi-Stadio Romeo Anconetani
Arena Garibaldi-Stadio Romeo Anconetani – stadion sportowy w Pizie, we Włoszech. Został otwarty w 1919 roku. Może pomieścić 14 869 widzów. Swoje spotkania rozgrywają na nim piłkarze klubu AC Pisa 1909.

## Historia
W miejscu obecnego stadionu w 1807 roku powstał amfiteatr, nazwany Arena Federighi. Odbywały się na nim przedstawienia teatralne, imprezy plenerowe czy wyścigi konne. W 1882 roku obiekt przemianowano na Arena Garibaldi, na cześć Giuseppe Garibaldiego. Po 1896 roku na arenie nie odbywały się już jednak żadne wydarzenia, a teren pozostał opuszczony. Dopiero w 1919 roku teren przekształcono w boisko piłkarskie, na które wprowadzili się piłkarze powstałego 10 lat wcześniej klubu Pisa SC. Obiekt dalej znany był pod nazwą Arena Garibaldi. W latach 1929–1931 wybudowano pierwsze trybuny, a obiekt ponownie otwarto 8 listopada 1931 roku. Przy okazji stadion przemianowano na Campo del Littorio. W trakcie II wojny światowej na stadionie zorganizowano szpital polowy. Po wojnie powrócono do poprzedniej nazwy (Arena Garibaldi). W 1961 roku oddano do użytku północny łuk trybun, a w roku 1968 naprzeciwległy (południowy). W 1978 roku ponownie rozbudowano trybuny, zamykając pierścień wokół bieżni lekkoatletycznej. W 1982 roku przebudowano trybunę główną, a pojemność całego stadionu sięgnęła 35 000 widzów. W roku 1989 zlikwidowano bieżnię lekkoatletyczną, a część uzyskanej dzięki temu przestrzeni wykorzystano na dobudowanie w dolnej części dodatkowych trybun (obniżeniu uległa też płyta boiska). Z czasem ograniczono pojemność stadionu poprzez zamknięcie niektórych sektorów, a także instalację plastikowych krzesełek. Obecnie wynosi ona 14 869 widzów. W 2001 roku nazwę stadionu rozszerzono o imię Romeo Anconetaniego, byłego prezesa klubu Pisa Calcio.
W latach 1959 oraz 2015 na stadionie rozegrano mecze finałowe Torneo di Viareggio. Obiekt gościł także finały Pucharu Mitropa w sezonach 1985/1986 i 1987/1988. W latach 1987–2009 na stadionie łącznie cztery spotkania towarzyskie rozegrała również piłkarska reprezentacja Włoch.